# Porcelaine d'Agano
La porcelaine d'Agano (上野焼, Agano-yaki) est un type de céramique faite à Fukuchi, district de Tagawa dans la préfecture de Fukuoka au Japon.
Le commencement de sa production est encouragé par Hosokawa Sansai, daimyo connu sous le nom Hosokawa Tadaoki,. Elle était à l'origine associée à la cérémonie du thé japonaise.

## Source de la traduction
- (en) Cet article est partiellement ou en totalité issu de l’article de Wikipédia en anglais intitulé « Agano ware » (voir la liste des auteurs).